# Ctenotus hilli
Ctenotus hilli este o specie de șopârle din genul Ctenotus, familia Scincidae, descrisă de Storr 1970. Conform Catalogue of Life specia Ctenotus hilli nu are subspecii cunoscute.